# جون كيني (لاعب كرة قاعدة)
جون كيني (بالإنجليزية: John Kenney)‏ هو لاعب كرة قاعدة أمريكي، ولد في 1844 في بروكلين في الولايات المتحدة، وتوفي بنفس المكان في 7 أغسطس 1893.

## وصلات خارجية
- جون كيني على موقعبيزبول رفرنس.كوم (الدوري الرئيسي) (الإنجليزية)